# دلفین نهنگی پوزه‌کوتاه
دلفین نهنگی پوزه‌کوتاه آب‌بازی دندان‌دار است عضو خانواده دلفین‌های اقیانوسی. این گونه در کرانه‌ها و خلیج‌های دهانه‌ای و رودخانه‌های خلیج بنگال در آسیای جنوب شرقی زندگی می‌کند.

## توصیف ظاهری

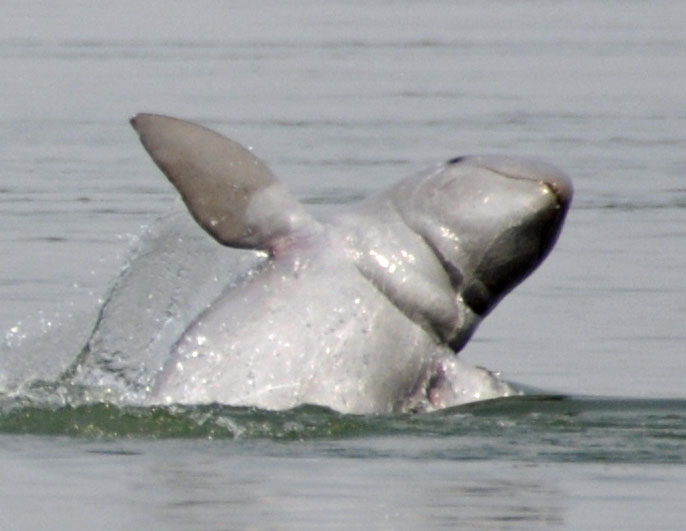
دلفین نهنگی پوزه‌کوتاه

بخش melon در سر این دلفین بزرگ است و سر بزرگ و گردشکل و بی‌نوک است. باله پشتی کوتاه و با لبه ضخیم و مثلثی‌شکل است و دو سوم طول بدن را می‌پوشاند. باله‌های کناری بلند و پهن هستند. رنگ این دلفین هنگامی که در پیش‌زمینه رودخانه گل‌آلود باشد، سفید رنگ می‌زند.
طول این دلفین نزدیک ۱ متر در هنگام تولد و ۲٫۳ متر در هنگام بلوغ کامل است. وزن بچه‌های تازه متولد شده در حدود ۱۰ کیلوگرم است که در دلفین‌های بالغ به بیش از ۱۳۰ کیلوگرم می‌رسد. میانگین طول عمر ۳۰ سال است. این دلفین با سرعت به نسبت کندی شنا می‌کند.

## نگارخانه

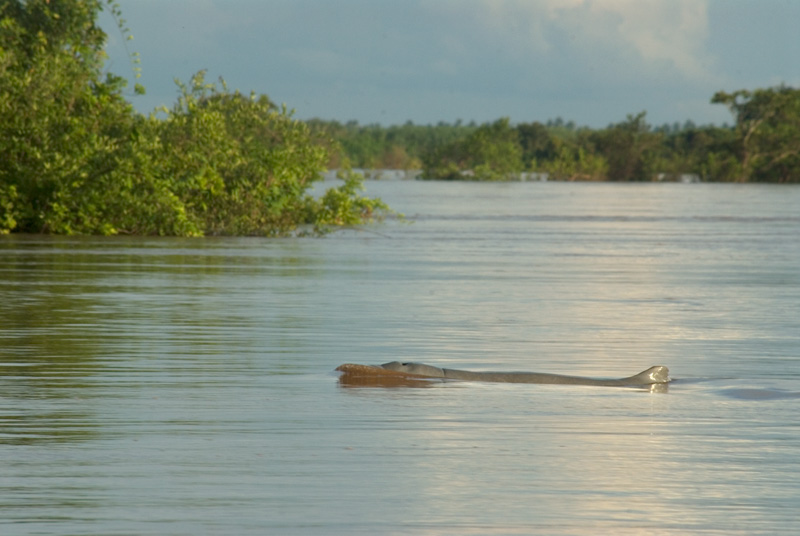
یک دلفین نهنگی پوزه‌کوتاه در رود مکونگ، کامبوج.

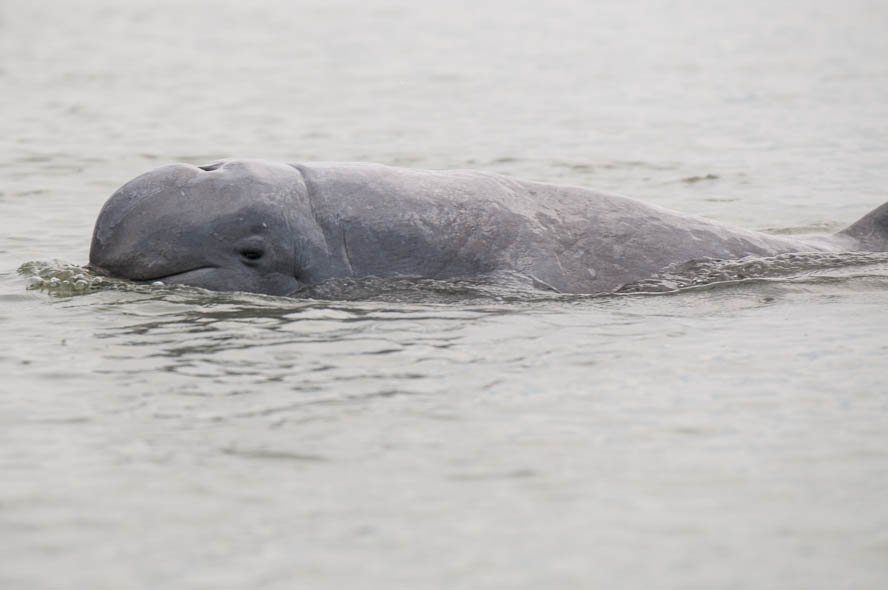